# Plagiogyria assurgens
Plagiogyria assurgens är en ormbunkeart som beskrevs av Christ. Plagiogyria assurgens ingår i släktet Plagiogyria och familjen Plagiogyriaceae. Inga underarter finns listade.